# Knarbos
Het Knarbos is een natuurgebied van 314 hectare in de Nederlandse gemeenten Lelystad en Zeewolde. Het gebied ligt ter weerszijden van de Knardijk, die de grens vormt tussen Oostelijk- en Zuidelijk Flevoland. Het bos is aangeplant tussen 1973 en 1975.
Het Knarbos bestaat uit meerdere delen. Het kleinste deel, Stuifketel, ligt aan het zuidwestelijk eindpunt van de Meerkoetentocht, even ten zuidwesten van Luchthaven Lelystad. Het grootste deel, Knarbos Oost, ligt ter weerszijden van de Vogelweg en ten noordoosten van de Knardijk. Beide delen liggen in de gemeente Lelystad. Knarbos West ligt ten zuidwesten van de Knardijk in de gemeente Zeewolde. In beide delen ligt een plas (Knarplas en Beverplas). Ten noordwesten van het Knarbos West ligt, eveneens langs de Knardijk, het Wilgenreservaat in de gemeente Zeewolde.
Voor de inpoldering van Flevoland lag op deze plaats een ondiepte die de Knar werd genoemd. Voor de afsluiting van de Zuiderzee was dit een paaiplaats voor haringen. Knarbos, Knardijk en Knarweg danken hun naam aan deze ondiepte. Het Knarbos kent een gevarieerde vegetatie van loof- en naaldbomen, afgewisseld door open plekken en plassen. In het Knarbos leven onder andere  vossen, bunzingen, hermelijnen en bevers. Het gebied wordt beheerd door de stichting Het Flevo-landschap.

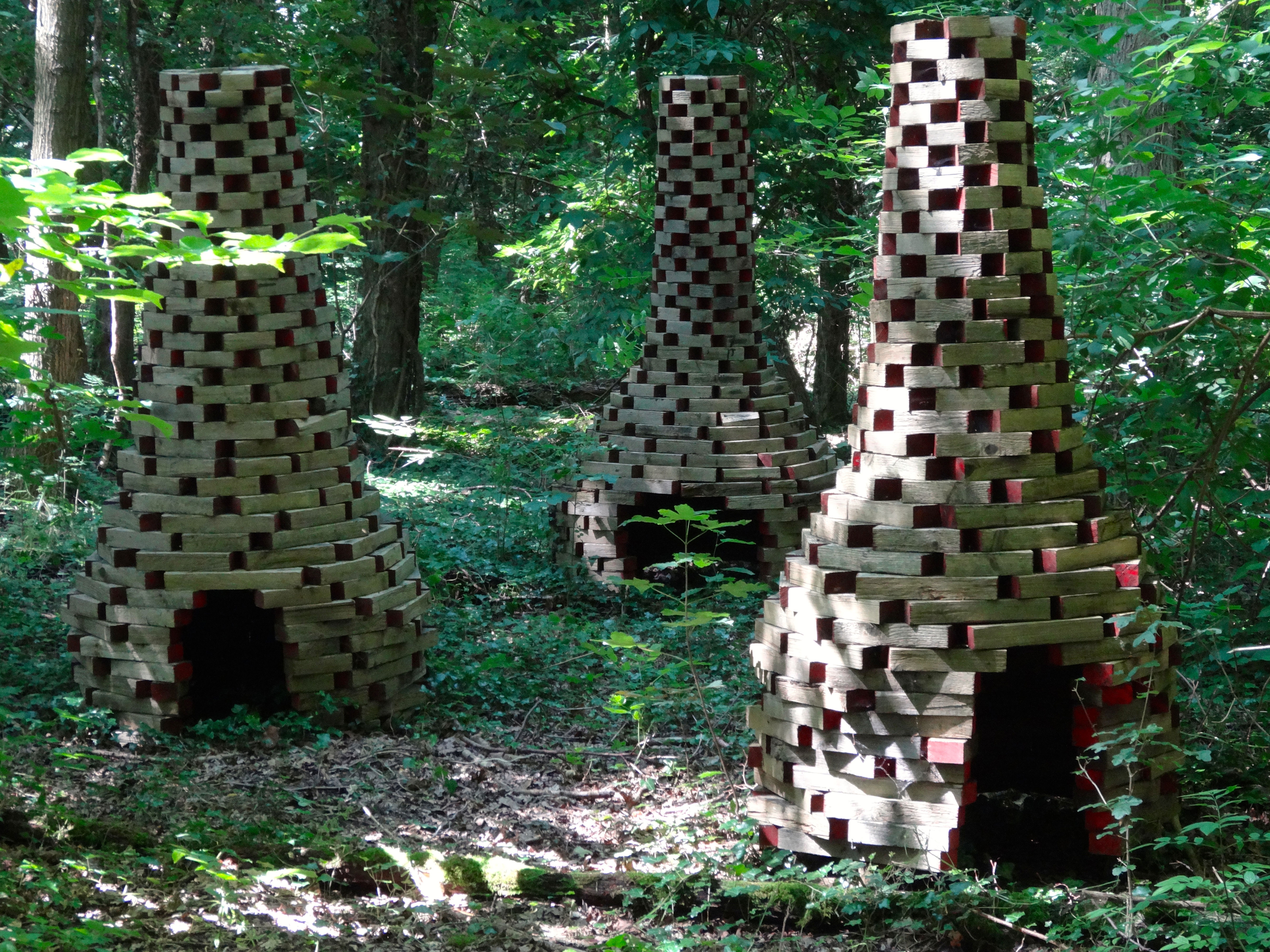
Het gehucht door Karin van der Molen in Knarbos Oost
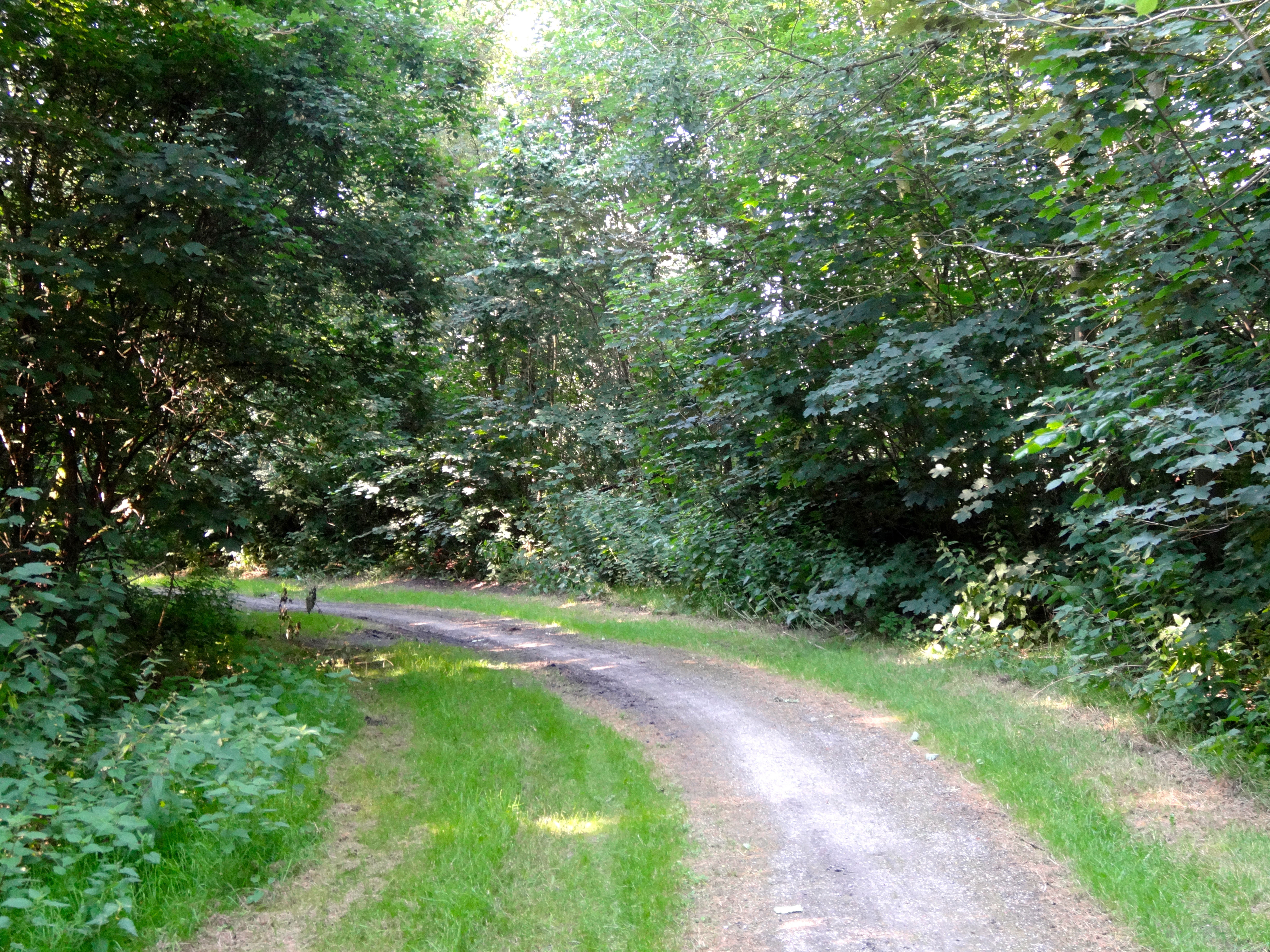
Knarbos West
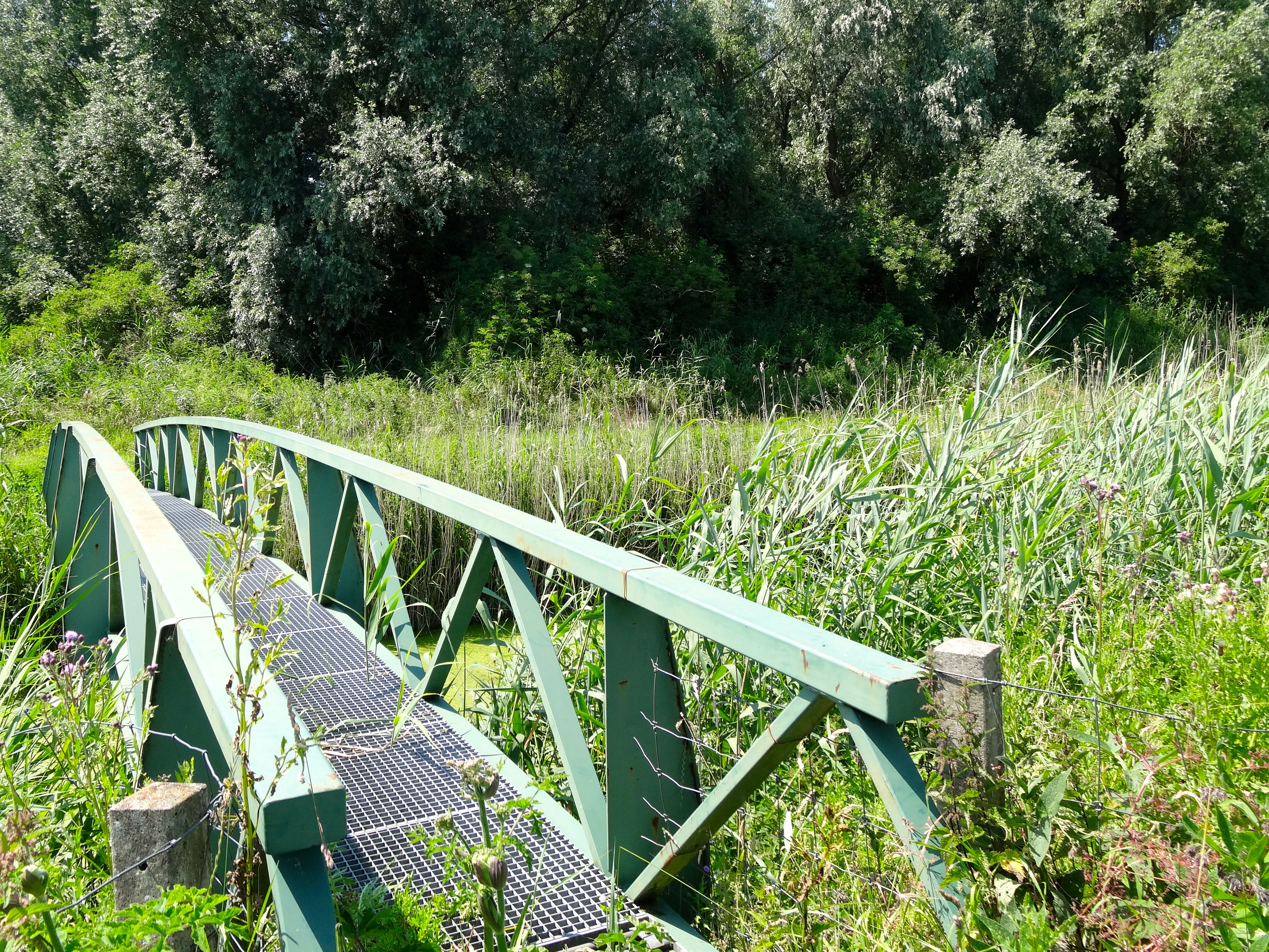
Het Wilgenreservaat